# Берлінгтон Тауншип (Нью-Джерсі)
Берлінгтон Тауншип (англ. Burlington Township) — селище (англ. township) в США, в окрузі Берлінгтон штату Нью-Джерсі. Населення — 23 983 особи (2020).

## Демографія
Згідно з переписом 2010 року, у селищі мешкали 22 594 особи в 7797 домогосподарствах у складі 5745 родин. Було 8105 помешкань
Расовий склад населення:
| - 59,0 % — білих - 28,0 % — чорних або афроамериканців - 7,0 % — азіатів - 0,2 % — корінних американців - 2,4 % — осіб інших рас |

До двох чи більше рас належало 3,4 %. Частка іспаномовних становила 7,1 % від усіх жителів.
За віковим діапазоном населення розподілялося таким чином: 26,7 % — особи молодші 18 років, 61,3 % — особи у віці 18—64 років, 12,0 % — особи у віці 65 років та старші. Медіана віку мешканця становила 39,6 року. На 100 осіб жіночої статі у селищі припадало 90,4 чоловіків;  на 100 жінок у віці від 18 років та старших — 88,1 чоловіків також старших 18 років.
Середній дохід на одне домашнє господарство  становив 91 311 долар США (медіана — 81 798), а середній дохід на одну сім'ю — 104 810 доларів (медіана — 99 306). Медіана доходів становила 64 375 доларів для чоловіків та 44 105 доларів для жінок. За межею бідності перебувало 7,2 % осіб, у тому числі 10,2 % дітей у віці до 18 років та 7,8 % осіб у віці 65 років та старших.
Цивільне працевлаштоване населення становило 11 719 осіб. Основні галузі зайнятості: освіта, охорона здоров'я та соціальна допомога — 24,5 %, науковці, спеціалісти, менеджери — 12,1 %, роздрібна торгівля — 11,7 %.